# Герб Сантарена
Ге́рб Санта́рена — офіційний символ міста Сантарен, Португалія. Використовується як територіальний герб. У синьому щиті срібний замок із трьома вежами, червоними вікнами і брамою. На центральній башті п'ятірка португальських щитків. Підніжжя перетяте срібною хвилястою смугою. Щит увінчує срібна мурована міська корона з п'ятьма вежами. Внизу ланцюг із зіркою Ордена Вежі й Меча.
Під щитом біла стрічка, на якій великими літерами напис португальською: «cidade de Santarém» (місто Сантарен).  Офіційно затверджений 15 березня 1935 року.

## Галерея

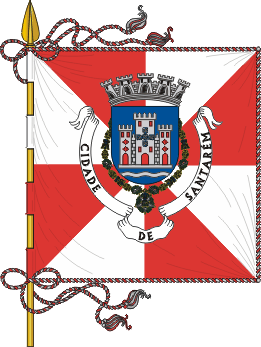
Прапор